# Ariarathes VII.
Ariarathes VII. Philometor (altgriechisch Ἀριαράθης Φιλομήτωρ Ariaráthēs Philomḗtōr) war König von Kappadokien. Er regierte zwischen 116 und 101 v. Chr. (anders 111–100 v. Chr.).
Er war der erste Sohn von König Ariarathes VI. von Kappadokien und seiner Frau Laodike. Ariarathes VII. hatte eine ältere Schwester, Nysa, und einen jüngeren Bruder, den späteren Ariarathes VIII. von Kappadokien.
Die Regentschaft für Ariarathes VII. übernahm zunächst seine Mutter Laodike, die eine ältere Schwester des Königs Mithridates VI. von Pontos war. Gordios, der Mörder des Ariarathes VI., musste das Land verlassen. Um 102 v. Chr. rückte König Nikomedes III. von Bithynien, der mit seinem vormaligen Verbündeten Mithridates VI. zerfallen war, in Kappadokien ein und heiratete Laodike. Mithridates VI. gab nun vor, die Interessen seines Neffen Ariarathes VII. schützen zu wollen, vertrieb Nikomedes III. und stellte Ariarathes’ Thronanspruch wieder her. Als Ariarathes sich aber gegen die Rückkehr von Mithridates’ Verbündetem Gordios aussprach, kam es zwischen beiden zum Krieg. Der pontische König marschierte mit einer starken Armee in Kappadokien ein. Ariarathes erhielt Unterstützung von benachbarten Königen, stellte ebenfalls ein großes Heer auf und zog seinem Onkel entgegen. Mithridates VI. machte seinem Neffen vor dem bevorstehenden militärischen Zusammenstoß den Vorschlag, durch eine Unterredung den Konflikt friedlich zu lösen. Ariarathes stimmte diesem Anliegen zu. Im „Angesicht beider Heere“ wurde er aber von seinem Onkel getötet. Mithridates VI. ersetzte ihn  durch seinen erst achtjährigen Sohn, der als Ariarathes IX. König von Kappadokien wurde.